# Andrew Morgado
Andrew Morgado es un actor de doblaje, escritor de cine, mezclador de ADR y editor de sonido estadounidense. Es mejor conocido por interpretar a personajes en películas animadas, animación y videojuegos, como Cliffjumper en Bumblebee (2018), Sanjar Nandi en The Outer Worlds (2019) y Koichi Adachi en yakuza: Like a Dragon ( 2020).

## Carrera
La carrera de Morgado comenzó en 2003 cuando prestó la voz de un personaje anónimo y muchos otros en el videojuego Command & Conquer: Generals.
De 2012 a 2014, se desempeñó como narrador en la serie de telerrealidad Insane Coaster Wars. Posteriormente, proporcionó varias voces de locutor en comedias de situación, como Hot in Cleveland, Tosh.0, The X-Files, Fresh Off The Boat y Game Shakers. También trabajó como editor de sonido en el primer episodio de la serie de televisión Fargo, "La paradoja del cocodrilo", por el que obtuvo una nominación al premio Primetime Emmy a la mejor edición de sonido en una serie dramática de televisión, junto con sus compañeros editores de sonido.
En 2018, prestó la voz del personaje Bruno Delacroix en el videojuego de acción Call of Duty: Black Ops 4. Un año después, prestó su voz a Kollector en el videojuego de artes marciales Mortal Kombat 11 (2019).
En 2020, proporcionó la voz en inglés de Kouichi Adachi en el videojuego de artes marciales de yakuza: Like a Dragon.

## Filmografía

### Películas
| Año  | Título                                       | Papel                        | Fuente       |
| ---- | -------------------------------------------- | ---------------------------- | ------------ |
| 2018 | The Christmas Chronicles                     | Hugg                         | [ 7 ]        |
| 2018 | Bumblebee                                    | Cliffjumper (voz)            | [ 8 ]        |
| 2020 | Unhinged                                     | Richard Flynn                |              |
| 2020 | The Christmas Chronicles 2                   | Hugg (voz)                   |              |
| 2021 | Injustice                                    | Soldado de Mirror Master     | [ 9 ] [ 10 ] |
| 2022 | Marmaduke                                    | Henri, Phillipe (voces)      |              |
| 2022 | Doctor Strange en el multiverso de la locura | Alma de los condenados (voz) |              |
| 2023 | Spider-Man: Across the Spider-Verse          | Voces adicionales            | [ 7 ]        |
| 2023 | Babylon 5: The Road Home                     | G'Kar (voz)                  | [ 11 ]       |

### Televisión
| Año           | Título                               | Papel                                             | Notas                                                   | Fuente |
| ------------- | ------------------------------------ | ------------------------------------------------- | ------------------------------------------------------- | ------ |
| 2012–2014     | Insane Coaster Wars                  | Narrador (voz)                                    | 21 episodios                                            |        |
| 2017          | Grimm                                | Zerstörer (voz)                                   | 3 episodios                                             |        |
| 2019–2022     | Los Casagrande                       | Jim Sparkletooth, Capitán Dave, voces adicionales | Recurrente                                              |        |
| 2019          | The Ellen DeGeneres Show             | Él mismo                                          | Episodio: "Ken Jeong/Rebel Wilson/Brandi Carlile"       |        |
| 2020          | Lovecraft Country                    | Padre de Hippolyta (voz)                          | Episodio: "A History of Violence"                       |        |
| 2020          | Cleopatra in Space                   | Clodswallader, Cyborg Dwayne, voces adicionales   | Recurrente                                              |        |
| 2020          | Ninjala                              | Padre de Van (voz)                                | Doblaje en inglés, episodio: "Bloodline of the Shinobi" |        |
| 2020          | ThunderCats Roar                     | Claudus, Mini Mongor (voz)                        | 2 episodios                                             |        |
| 2020          | Leyendas del mañana                  | Marchosias (voz)                                  | Episodio: "Ship Broken"                                 |        |
| 2021          | Archer                               | Janco (voz)                                       | 3 episodios                                             |        |
| 2021          | Leyendas del mañana                  | Lord Knoxicrillion (voz)                          | Episodio: "The Ex-Factor"                               |        |
| 2021          | America's Most Wanted                | Narrador                                          | Protagonista                                            |        |
| 2021          | Fast Foodies                         | Narrador                                          | Protagonista                                            |        |
| 2021          | American Horror Stories              | Ba'al (voz)                                       | Episodio: "BA'AL"                                       |        |
| 2021          | Aquaman: King of Atlantis            | Petyr Mortikov (voz)                              | Protagonista                                            |        |
| 2021          | Supergirl                            | Totem Oracle (voz)                                | Recurrente                                              |        |
| 2022–presente | The Cuphead Show!                    | Sherman, Stickler y Mr Mayor (voz)                | Recurrente                                              |        |
| 2022          | Samurai Rabbit: The Usagi Chronicles | Voces adicionales                                 | Recurrente                                              |        |
| 2022–presente | Bugs Bunny Builders                  | Barnyard Dawg                                     | Recurrente                                              | [ 7 ]  |
| 2023          | Velma                                | Fro Yo                                            |                                                         | [ 7 ]  |

### Videojuegos
| Año  | Título                           | Papel                                                            | Notas             | Fuente |
| ---- | -------------------------------- | ---------------------------------------------------------------- | ----------------- | ------ |
| 2018 | Marvel vs. Capcom: Infinite      | Venom                                                            |                   |        |
| 2018 | Call of Duty: Black Ops 4        | Bruno Delacroix                                                  |                   | [ 7 ]  |
| 2019 | Mortal Kombat 11                 | Kollector                                                        |                   | [ 7 ]  |
| 2019 | Judgment                         | Ryusuke Kido                                                     |                   | [ 7 ]  |
| 2019 | Crash Team Racing: Nitro-Fueled  | Fake Crash, Krunk, Ripper Roo, Zam, Rilla Roo, voces adicionales |                   |        |
| 2019 | The Outer Worlds                 | Sanjar Nandi                                                     |                   | [ 7 ]  |
| 2019 | Jumanji: The Video Game          | Dr. Smolder Bravestone                                           |                   | [ 7 ]  |
| 2020 | yakuza: Like a Dragon            | Kouichi Adachi                                                   | Versión en inglés | [ 7 ]  |
| 2020 | Call of Duty: Black Ops Cold War | Sergei Ravenov, Kazimir Zykov / The Forsaken                     |                   |        |
| 2021 | Crash Bandicoot: On the Run!     | Fake Crash                                                       |                   |        |
| 2021 | Cookie Run: Kingdom              | Pitaya Dragon Cookie, Royal Berry Cookie, Careless Durianeer     | Versión en inglés | [ 7 ]  |
| 2021 | Nier Reincarnation               | Argo                                                             |                   | [ 7 ]  |
| 2021 | Lost Judgment                    | Hiro Mikoshiba, Juez                                             | Versión en inglés | [ 7 ]  |
| 2022 | Chocobo GP                       | Bahamut                                                          |                   | [ 7 ]  |
| 2023 | Diablo IV                        | Druida masculino                                                 | Versión en inglés | [ 7 ]  |
| 2023 | Mortal Kombat 1                  | Reptile                                                          |                   | [ 12 ] |